# David Garrick (cantor)
David Garrick, nome artístico de Philip Darrel Core (Liverpool, 12 de setembro de 1945 - Wirral, 23 de agosto de 2013) foi um cantor britânico.

## Carreira
Na juventude, Garrick conseguiu uma bolsa de estudos para estudar ópera em Milão, na Itália, e após 2 anos voltou para Liverpool, sendo um frequentador assíduo do The Cavern Club.  Impressionado com as apresentações, Robert Wace (empresário da banda The Kinks), convidou Garrick para gravar seu primeiro single, adotando o nome artístico em homenagem ao ator e dramaturgo homônimo que viveu entre 1717 e 1779.
As primeiras músicas gravadas pelo cantor, "Go" e "One Little Smile", ambas de 1965, não fizeram sucesso. Porém, no ano seguinte, fez uma versão de "Lady Jane", dos Rolling Stones, que figurou na 28ª posição no UK Singles Chart, e foi a quinta música mais executada nas rádios dos Países Baixos. Ainda em 1966, gravou "Dear Mrs. Applebee" (Billy Meshell e Phil Barr), que viria a ser o maior sucesso de sua carreira, chegando à primeira posição na Alemanha e em terceiro lugar nos Países Baixos, mas não passou da 22ª posição nas paradas musicais de seu país natal.
Garrick ainda lançou outras músicas e álbuns, que não tiveram o mesmo destaque de "Lady Jane" e "Dear Mrs. Applebee". Após morar durante algum tempo no Egito e na África do Sul, o cantor ensaiou um regresso às paradas musicais na década de 1990, principalmente na Alemanha; em 1999, gravou seu quarto e último álbum, "Apassionata", produzido por Mal Jefferson.
Faleceu em 23 de agosto de 2013, aos 67 anos, em Wirral (península inglesa na divisa com o País de Gales)

## Discografia

### Álbuns
- 1967: A Boy Called David
- 1967: Don't Go Out into The Rain Sugar
- 1968: Blow Up
- 1999: Apassionata - A Tribute to Lanza

### Singles
- 1965: Go
- 1965: One Little Smile
- 1966: Lady Jane
- 1966: Dear Mrs. Applebee
- 1967: Please Mr. Movingman
- 1967: Don't Go Out into The Rain